# Isechinus
Isechinus is een geslacht van uitgestorven zee-egels uit de familie Parechinidae.

## Verspreiding en leefgebied
De vertegenwoordigers van dit geslacht worden aangetroffen in het Mioceen van Patagonië.